# A Bar Song (Tipsy)
"A Bar Song (Tipsy)" é um single do cantor norte-americano Shaboozey. Lançada em 12 de abril de 2024 como quarto single de seu terceiro álbum, Where I've Been, Isn't Where I'm Going, a faixa alcançou o primeiro lugar nas paradas da Austrália, Bélgica, Canadá, Irlanda, Noruega, Suécia e Estados Unidos, além de figurar entre as dez mais ouvidas na Dinamarca, Islândia, Países Baixos, Nova Zelândia, África do Sul e Reino Unido.
Com 19 semanas no topo da Billboard Hot 100, "A Bar Song (Tipsy)" empatou com "Old Town Road" (de Lil Nas X) como a canção com maior permanência na primeira posição da história da parada norte-americana, um recorde para um artista solo. A música recebeu três indicações ao Grammy Awards de 2025: Canção do Ano, Melhor Canção Country e Melhor Performance Country Solo. Shaboozey também concorreu ao prêmio de Artista Revelação na mesma cerimônia.

## Antecedentes e composição
Shaboozey lançou "A Bar Song (Tipsy)" em 12 de abril de 2024. A canção country interpola  "Tipsy", single de 2004 de J-Kwon,. A música fala sobre um narrador que está frustrado com o trabalho duro em seu emprego e extravasa suas frustrações bebendo álcool em um bar e se divertindo.
Também foram lançados remixes, do DJ sueco Alesso e do DJ francês David Guetta.

## Desempenho nas paradas
"A Bar Song (Tipsy)" alcançou o primeiro lugar na parada Hot Country Songs da Billboard. Ao suceder a "Texas Hold 'Em", de Beyoncé, no topo, tornou-se a primeira vez na história que dois artistas negros ocuparam consecutivamente a liderança da parada em semanas seguidas. Com esse feito, Shaboozey tornou-se também o primeiro artista negro masculino a liderar simultaneamente as paradas Billboard Hot 100 e Hot Country Songs, Beyoncé já havia sido a primeira artista negra a alcançar esse marco com "Texas Hold 'Em".
Além disso, a canção fez de Shaboozey o primeiro artista negro masculino a ocupar o primeiro lugar ao mesmo tempo nas paradas Hot Country Songs e Country Airplay da Billboard. A faixa permaneceu 7 semanas no topo do Country Airplay, superando o recorde anterior de 6 semanas estabelecido por "Jesus, Take the Wheel", de Carrie Underwood, em janeiro–fevereiro de 2006.
No Canadian Hot 100, a música liderou por 25 semanas, quebrando o recorde de permanência no topo anteriormente detido por "Old Town Road" (de Lil Nas X com Billy Ray Cyrus), que ficou 19 semanas em primeiro lugar em 2019.
Além disso, em 2025, "A Bar Song (Tipsy)" ficou um total de 26 semanas em primeiro lugar na parada Hot 100 Airplay, batendo o recorde de canção que ficou mais tempo na parada, juntamente com "Blinding Lights" de The Weeknd.

## Certificações
| País                     | Certificado |
| ------------------------ | ----------- |
| Estados Unidos (RIAA)    | 5× Platina  |
| Reino Unido (BPI)        | 3× Platina  |
| Austrália (ARIA)         | 2× Platina  |
| Nova Zelândia (RMNZ)     | 2× Platina  |
| Bélgica (BEA)            | Platina     |
| Dinamarca (IFPI Danmark) | Platina     |
| França (SNEP)            | Platina     |
| Espanha (PROMUSICAE)     | Ouro        |
| Itália (FIMI)            | Ouro        |